# Chillies
Chillies là một ban nhạc Pop/Rock Việt Nam gồm 4 thành viên: Trần Duy Khang, Nhím Biển, Nguyễn Văn Phước, và Sĩ Phú. Nhóm được thành lập vào tháng 10 năm 2018 và được quản lý bởi hãng đĩa Warner Music Vietnam. Tại lễ trao giải Âm nhạc Cống hiến 2021, Chillies đã nhận được hai đề cử ở các hạng mục "Video âm nhạc của năm" (cho bài hát "Cứ chill thôi") và Nghệ sĩ mới của năm (cho Trần Duy Khang, ca sĩ kiêm sáng tác chính của nhóm).

## Lịch sử hoạt động

### Thành lập
Nhím và Phước từng học nhạc tại Nha Trang và vào Sài Gòn xây dựng sự nghiệp. Phú là du học sinh ngành Âm nhạc dân tộc chuyên về đàn tam thập lục. Cuối cùng là vocalist kiêm nhạc sĩ Khang. Anh đã từ bỏ công việc giảng dạy Anh văn để theo đuổi âm nhạc. Nhóm được thành lập trong một sự kiện âm nhạc tại Hard Rock Cafe Saigon, Chillies bắt đầu sự nghiệp bằng những ca khúc cover phổ biến tại những quán bar quen thuộc như Yoko Cafe hay Acoustic Bar.

### 2018: Ra mắt với đĩa đơn đầu tay và được công chúng đón nhận
Nhóm chính thức ra mắt vào tháng 10 năm 2018 với sản phẩm đầu tay mang tên Who? (The Tinder Song). Nhóm được công chúng biết đến nhiều hơn với ca khúc Và thế là hết. Ra mắt vào tháng 12, bài hát kể về những vỡ vụn và hẫng hụt khi nhìn lại về một cuộc tình dở dang mà mình đã đánh mất nhau trong một chiều buồn mưa rơi triền miên. Chillies cho biết ca khúc ra mắt của nhóm được làm chỉ để bạn bè nghe ủng hộ là chính. Nhóm cũng không nghĩ nó lại được yêu thích đến vậy.

### 2019: Ra mắt loạt single, nhạc phim và cú bùng nổ vớiMascara
Ngày 29 tháng 3 năm 2019, nhóm ra mắt single Nếu ngày mai không đến. Tiếp đó là Những con đường song song vào tháng 5 cùng năm. Bài hát như là một nơi neo đậu cho những tâm hồn cô đơn khi kiếm tìm cho mình một điều gì đó xa xăm. Bài hát nói về cảm xúc ngậm ngùi, nuối tiếc khi phải chia xa và phải kiếm tìm niềm hạnh phúc bình dị khác cho riêng mình. Những sản phẩm âm nhạc cũng được nhóm ra mắt sau đó như "Có em đời bỗng vui". Tuy MV không gây sốt trên nền tảng công nghệ số cũng chẳng đứng đầu trên các top trending như nhiều sản phẩm ra mắt cùng thời điểm nhưng để lại nhiều ấn tượng với khán thính giả bởi câu chuyện âm nhạc truyền cảm hứng trong cuộc sống.
Đến tháng 7, nhóm tung ra original sound track Cảm ơn và xin lỗi cho bộ phim điện ảnh Thưa mẹ con đi trên kênh youtube chính thức.
Ra mắt cuối năm 2019, bài hát Mascara được đánh giá là ca khúc được khán giả đón nhận rất nồng nhiệt nhất trong sự nghiệp âm nhạc của nhóm. Chưa bao giờ có một bài hát nào của Chillies khi tung ra phiên bản audio lại nhận được nhiều lượt nghe như vậy. Vì được khán giả ủng hộ nên Chillies đã cho ra mắt MV chính thức đầu tiên cho Mascara như một lời cảm ơn chân thành nhất gửi tới các khán giả đã đồng hành cùng nhóm.
Nhóm cho biết không muốn ra mắt quá nhiều MV vì không muốn mọi người nhớ đến Chillies qua hình ảnh ở trong MV mà muốn khán giả nghe nhiều hơn là nhìn.

### 2020: Duy trì phong độ vớiCó em đời bỗng vui,Vùng ký ức,Cứ chill thôi
Tháng 2, Chillies cho ra mắt chính thức MV Có em đời bỗng vui và được đăng tải trên kênh YouTube chính thức của nhóm.
Vào tháng 3 năm 2020, Chillies đã chính thức trở thành nghệ sĩ trực thuộc Warner Music Vietnam, hãng thu âm trực thuộc Warner Music Group..
Đến cuối tháng 3, Chillies ra mắt sản phẩm Vùng ký ức với sự đón nhận nồng nhiệp từ người hâm mộ. MV của ca khúc được ghi hình tại Đà Lạt.
Nhóm đã có màn collab ấn tượng với nữ ca sĩ Suni Hạ Linh và rapper Rhymastic ra mắt vào tháng 7 cùng năm trong Cứ chill thôi.
Chillies đã thể hiện được sự đa dạng trong phong cách âm nhạc của mình thông qua Qua khung cửa sổ - single mở đường cho album phòng thu đầu tay của nhóm. Bản nhạc mang âm hưởng ballad với intro piano nhẹ nhàng, ca từ nhẹ nhàng và sâu lắng đưa người nghe vào thế giới âm nhạc mang đậm phong cách trữ tình pha chút da diết. Chỉ sau một tuần ra mắt, MV đã đạt 1 triệu lượt xem trên kênh YouTube.
Đúng dịp Giáng sinh, đĩa đơn tiếp theo mang tên Giá như ra mắt khán giả. Ca khúc tiếp tục được trích từ album đầu tay của nhóm, dự kiến ra mắt trong quý I năm 2021. Đĩa đơn mang âm hưởng sythwave và gây nhiều ngạc nhiên cho người hâm mộ.

### 2023: Concert đầu tiên của nhóm, Trên những đám mây
Đầu năm, Chillies cho ra mắt album Trên những đám mây, và cũng là tên chủ đề của concert.
Tháng 3, Chillies tổ chức concert đầu tiên của nhóm tại thành phố Hồ Chí Minh với quy mô 5.000 khán giả tại Nhà thi đấu Quân khu 7.
Đầu tháng 4, Chillies tiếp tục tổ chức concert tại Cung thể thao Quần Ngựa, Hà Nội.

### 2024: Ra mắt đĩa đơn képĐại Lộ Mặt Trời
Ngày 4 tháng 1 năm 2024, nhóm ra mắt đĩa đơn kép Đại Lộ Mặt Trời, đánh dấu sự kết hợp quốc tế đầu tiên của nhóm với Morisaki Win - nam ca sĩ, diễn viên từ bom tấn đình đám "Ready Player one".
Ngày 1 tháng 7 năm 2024, Chillies cho ra mắt OST Mùa Hè Đẹp Nhất mang tên Cơn Mưa Rào Đầu Tiên.

## Phong cách âm nhạc
Âm nhạc của Chillies trước giờ không tập trung vào một thể loại riêng biệt nào cả. Đồng thời nhóm cũng không định hình dòng nhạc mình theo đuổi là một thể loại nào cố định mà luôn muốn sản phẩm của mình có nhiều sự biến hóa đa dạng. Phong cách âm nhạc của nhóm pha trộn nhiều dòng nhạc khác nhau như Pop, Alternative Rock, Funk, RnB, Retrowave...

## Danh sách đĩa nhạc
Album phòng thu
- Qua khung cửa sổ (2020)

Đĩa mở rộng
- Trên những đám mây (2023)

Đĩa đơn
| Năm  | Tên bài hát                                | Định dạng     | Ngày phát hành       |
| ---- | ------------------------------------------ | ------------- | -------------------- |
| 2018 | "Who?"                                     | Lyrics        | 6 tháng 10 năm 2018  |
| 2018 | Và Thế Là Hết                              | Lyrics        | 24 tháng 12 năm 2018 |
| 2019 | Nếu Ngày Mai Không Đến                     | Video âm nhạc | 29 tháng 3 năm 2019  |
| 2019 | Những Con Đường Song Song                  | Lyrics        | 22 tháng 5 năm 2019  |
| 2019 | Cảm Ơn Và Xin Lỗi                          | Lyrics        | 25 tháng 7 năm 2019  |
| 2019 | Mascara                                    | Video âm nhạc | 19 tháng 12 năm 2019 |
| 2020 | Có Em Đời Bỗng Vui                         | Video âm nhạc | 7 tháng 2 năm 2020   |
| 2020 | Vùng Ký Ức                                 | Video âm nhạc | 27 tháng 3 năm 2020  |
| 2020 | Cứ Chill Thôi                              | Video âm nhạc | 11 tháng 7 năm 2020  |
| 2020 | Qua Khung Cửa Sổ                           | Video âm nhạc | 11 tháng 11 năm 2020 |
| 2020 | Giá Như                                    | Video âm nhạc | 24 tháng 12 năm 2020 |
| 2021 | Em Đừng Khóc                               | Video âm nhạc | 29 tháng 4 năm 2021  |
| 2021 | Bao nhiêu                                  | Lyrics        | 21 tháng 5 năm 2021  |
| 2021 | Ms. May                                    | Lyrics        | 22 tháng 5 năm 2021  |
| 2021 | Một Cái Tên                                | Lyrics        | 23 tháng 5 năm 2021  |
| 2021 | Mộng Du                                    | Lyrics        | 24 tháng 5 năm 2021  |
| 2021 | Đường Chân Trời                            | Video âm nhạc | 4 tháng 6 năm 2021   |
| 2021 | Để Ngày Mai Luôn Tới                       | Video âm nhạc | 24 tháng 12 năm 2021 |
| 2022 | Sunkissed                                  | Video âm nhạc | 21 tháng 4 năm 2022  |
| 2022 | Vì Sao                                     | Video âm nhạc | 8 tháng 7 năm 2022   |
| 2023 | Giấc Mơ Khác                               | Video âm nhạc | 9 tháng 2 năm 2023   |
| 2023 | Trên Những Đám Mây                         | Video âm nhạc | 2 tháng 3 năm 2023   |
| 2024 | Đại Lộ Mặt Trời                            | Video âm nhạc | 4 tháng 1 năm 2024   |
| 2024 | Cơn Mưa Rào Đầu Tiên (OST Mùa Hè Đẹp Nhất) | Video âm nhạc | 1 tháng 7 năm 2024   |
| 2024 | Ngày Mùa Đông                              | Video âm nhạc | 12 tháng 12 năm 2024 |

## Thành viên
| Nghệ danh                       | Ngày sinh         | Vị trí                                               | Quê quán                        | Thời gian hoạt động |
| ------------------------------- | ----------------- | ---------------------------------------------------- | ------------------------------- | ------------------- |
| Trần Duy Khang                  | 6 tháng 10, 1993  | Nhạc sĩ, hát chính, chơi guitar đệm                  | Thành phố Hồ Chí Minh, Việt Nam | 2017 - nay          |
| Nhím Biển (Nguyễn Vũ Hoàng Quý) | 7 tháng 7, 1993   | Tay đánh guitar điện, tay đánh guitar chính,Producer | Tuy Hòa, Phú Yên, Việt Nam      | 2017 - nay          |
| Sĩ Phú                          | 15 tháng 11, 1996 | Tay trống, Producer                                  | Thành phố Hồ Chí Minh, Việt Nam | 2017 - nay          |
| Nguyễn Văn Phước                | 14 tháng 4, 1993  | Tay chơi guitar bass, tay chơi guitar                | Nha Trang, Khánh Hòa, Việt Nam  | 2017 - nay          |
| Tô Đông Phong                   | 2 tháng 12, 1994  | Đánh keyboard (cựu thành viên)                       | Thành phố Hồ Chí Minh, Việt Nam | 2017 - 2019         |

Ngoài ra, năm 2019 đến năm 2023 có sự hợp tác với live sesion Minh Đức khi tham gia các show diễn trực tiếp, hiện đã dừng hợp tác.
Nhóm còn có Bảo Lê (BS16 Production) là nhà sản xuất âm nhạc.

## Giải thưởng và đề cử
- Thắng giải WebTV Asia Award 2019 ở hạng mục Rising Indie Artists Of The Year
- Thắng giải WeChoice Awards 2018 ở hạng mục Rising artist
- Đề cử giải Âm nhạc Cống hiến 2021 cho Video âm nhạc của năm: "Cứ chill thôi"
- Đề cử giải Âm nhạc Cống hiến 2021 cho Nghệ sĩ mới của năm: "Trần Duy Khang"